# NK Psunj Sokol Okučani
Nogometni klub Psunj Sokol Okučani hrvatski je nogometni klub iz Okučana.
Trenutačno se natječe se u Međužupanijskoj nogometnoj ligi Slavonski Brod – Požega.

## Vanjske poveznice
- NK Psunj Sokol Okučani  Arhivirana inačica izvorne stranice od 1. prosinca 2012. (Wayback Machine) na okucani.hr
- Profil, HNS Semafor